# Annika Borg
Annika Kristina Borg, född 29 mars 1965, är svensk teolog, präst och skribent. 

## Biografi
Annika Borg har studerat vid Uppsala universitet och Svenska teologiska institutet i Jerusalem. Hon prästvigdes 6 januari 1991 för Stockholms stift i Svenska kyrkan. Borg disputerade för teologie doktorsexamen vid Uppsala universitet den 17 januari 2005 på avhandlingen Kön och bibeltolkning. En undersökning av hur Nya testamentets brevtexter om kvinnors underordning tolkats i bibelvetenskapliga kommentarer under 1900-talet. Hon har en ledarskapsutbildning från Försvarshögskolan samt har studerat klassiska språk vid Stockholms universitet. Borg har verkat som universitetslärare i religionsvetenskap vid Uppsala universitet och även undervisat på Högskolan Dalarna. Hon har haft tjänster som församlingspräst, studentpräst vid bland annat Karolinska Institutet och som häktespräst på Kronobergshäktet. I december 2016 tillträdde hon som pressekreterare vid Moderaternas kansli i Stockholms stadshus.
I maj 2021 övertog hon rollen som politisk chefredaktör för ledarsidan på webbtidningen Bulletin, men lämnade uppdraget efter kort tid.
Borg förekommer ofta i debatten om kyrka, samhälle, genus, religion och livsfrågor i tidningar, radio och TV. Hon var sommarvärd i radioprogrammet Sommar den 8 augusti 2002. Hon är bland annat verksam som skribent, debattör och borgerlig ledarskribent i Barometern/OT och Smålandsposten. Borg har skrivit för Göteborgsposten, Sydsvenskan/HD, Svenska Dagbladet, Kyrkans tidning och för en rad andra medier samt är fast medarbetare i Axess magasin. Hon har varit ledamot i Kyrkomötet. Tidigare representerade hon Partipolitiskt obundna i Svenska kyrkan, POSK. 2009 valdes hon in för Öppen kyrka, men avsade sig sitt ledamotskap innan första sessionen. 2014 blev hon ånyo förtroendevald för POSK och blev ledamot i Överklagandenämnden, men hon lämnade alla sina kyrkliga uppdrag efter kyrkomötet 2015. Under decennier har Borg medverkat i Sveriges Radio P1:s morgonprogram Tankar för dagen, och har också hörts som Veckans coach och i programmet Tänkvärt i Radio Stockholm. 
Borg hade under närmare ett decennium en livsfrågespalt i tidningen Amelia. Tillsammans med Johanna Almer anmälde hon 2003 Svenska kyrkan till JämO för att ha gett kvinnoprästmotståndare legitimitet genom att initiera samtal om denna grupps ställning i Svenska kyrkan. Hon har varit ledamot i Pressens Opinionsnämnd, PON, och tidigare medlem av Rädda barnens etiska råd. Hon har suttit i Stieg Larsson-prisets jury samt i Svenska kyrkans överklagandenämnd. Tillsammans med konstnären och formgivaren Anna Jadvi har hon drivit projektet Anna själv andra – bokförlag och formgivning.
Annika Borg nominerades 2010 som kandidat till ny biskop i Växjö stift och har även nominerats i senare val i Växjö och Västerås stift. Hon drev mellan 2011 och 2019 bloggen Kristen Opinion. Tillsammans med prästen Madeleine Åhlstedt grundade hon 2015 Margit Sahlin-Akademin. Borg var en av de tre kvinnliga präster som startade Facebookgruppen Mitt Kors #mittkors, till stöd för utsatta kristna, sommaren 2016. 
I ett inlägg på DN-debatt den 18 november 2011 krävde Annika Borg, tillsammans med bland annat Christer Sturmark, Bengt Westerberg, P C Jersild och Torbjörn Tännsjö att regeringen skulle förbjuda omskärelse av pojkar. 
Tillsammans med idéhistorikern Johan Sundeen påbörjade hon 2020 forskningsprojektet "Den förändrade Israelbilden inom svenska trossamfund", som ska studera hur de svenska trossamfundens Israelbild har förändrats sedan mitten av 1960-talet.
År 2022 tillträdde Borg tjänsten som kyrkoherde i Nordmarkens pastorat. I april 2025 avskedades hon från denna tjänst efter en längre tids samarbetssvårigheter.

## Utmärkelser
- 2014 – Torgny Segerstedt-priset av Samfundet Sverige-Israel
- 2016 – Hederspris från Samfundet Sverige-Israel